# Kommissær Montalbano
Kommissær Montalbano (på italiensk: Il commissario Montalbano) er en italiensk tv-serie baseret på politiromaner af Andrea Camilleri. Hovedpersonen er kommissær Salvo Montalbano, og historierne udspiller sig i den imaginære by Vigata på Sicilien.

## Kontekst
Kommissær Salvo Montalbano er ansvarlig for den statslige politistation i Vigàta, en fiktiv by i den fiktive provins Montelusa,
på Sicilien (syd for Italien). Salvo har et stormfuldt og langdistanceforhold med Livia Burlando, der bor i Genoa (det nordlige Italien).

## Episoder
| Sæson | Episoder | TV-debut |
| ----- | -------- | -------- |
| 1ª    | 2        | 1999     |
| 2ª    | 2        | 2000     |
| 3ª    | 2        | 2001     |
| 4ª    | 4        | 2002     |
| 5ª    | 2        | 2005     |
| 6ª    | 2        | 2006     |
| 7ª    | 4        | 2008     |
| 8ª    | 4        | 2011     |
| 9ª    | 4        | 2013     |
| 10ª   | 2        | 2016     |
| 11ª   | 2        | 2017     |
| 12ª   | 2        | 2018     |
| 13ª   | 2        | 2019     |
| 14ª   | 2        | 2020     |

## Hovedstæder
Serien er næsten udelukkende filmet i Ragusa Free Municipal Consortium, hvor de vigtigste steder er:
- Ragusa
- Punta Secca
- Modica
- Scicli
- Donnalucata
- Comiso
- Chiaramonte Gulfi
- Ispica
- Pozzallo
- Vittoria
- Scoglitti